# あわひらかた号

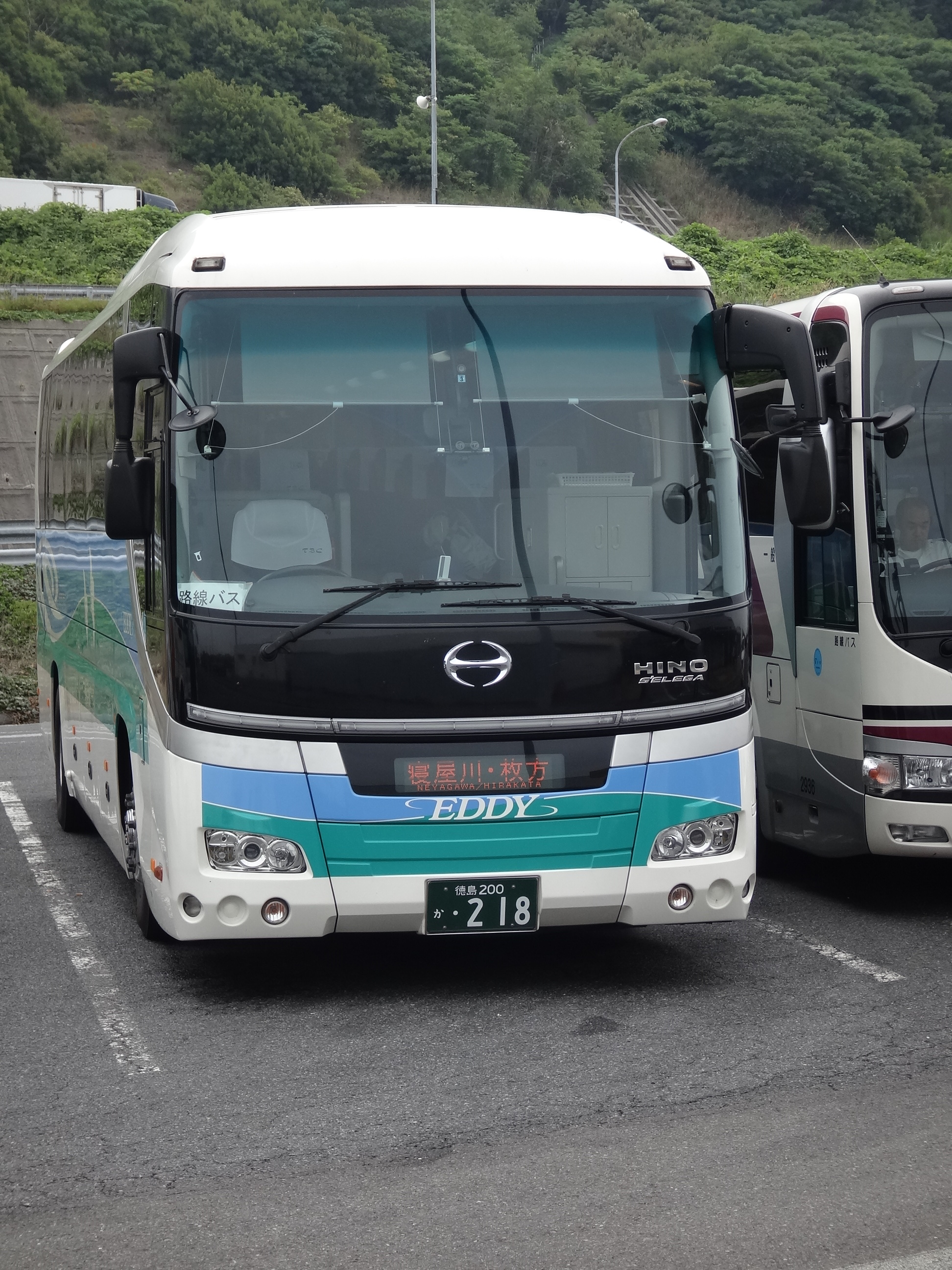
室津パーキングエリアに停車中の徳島バス運行便

あわひらかた号（あわひらかたごう）とは、徳島バスと京阪バスにより運行されていた、大阪府枚方市・寝屋川市・守口市・茨木市、兵庫県淡路島、徳島県徳島市との間を結ぶ高速バスである。全便座席指定制となっていた。

## 沿革
- 2003年3月21日 運行開始。途中の淡路島内にも停留所が設置された。
- 2004年 大阪側で大日駅に停車を開始。
- 2014年9月6日 京阪バス側の管轄営業所を高槻営業所から枚方営業所に変更。
- 2015年4月25日 大阪側で南茨木駅に停車を開始。
- 2016年3月31日 廃止。

## 路線
大阪側では枚方市駅が、徳島側では鳴門撫養・徳島とくとくターミナル（松茂）を経由して徳島駅が発着地となる。
クローズドドアシステムのため、大阪府内間相互、淡路島・徳島県内間相互での乗車はできない。
- 経路 枚方市駅-寝屋川市駅-大日駅-南茨木駅-東浦インターチェンジ-室津パーキングエリア（休憩のための停車）-津名一宮インターチェンジ-洲本インターチェンジ-志知バスストップ-鳴門公園口バスストップ（徳島行のみ停車）-高速鳴門バスストップ-徳島とくとくターミナル（松茂）-徳島駅

## 管轄営業所
- 徳島バス徳島営業所
- 京阪バス枚方営業所

## 所要時間
- 全線の所要時間 枚方市駅→徳島駅 3時間23分 徳島駅→枚方市駅 3時間14分
- 路線開業時は休憩はなかったが、全体で3時間以上の運行となることから上下線とも途中の室津パーキングエリアで約10分の休憩をとっている。

## 便数
1日2往復運行。枚方発1便目、徳島発2便目が京阪バス、徳島発1便目、枚方発2便目が徳島バスによる運行。1日あたりの平均利用者数は52人（平成19年）。

## 車両・車両設備
- 徳島バス 三菱ふそう・エアロバス、日野・セレガ
- 京阪バス 三菱ふそう・エアロエース2台。

4列シート車で運行。